# Pseudocapillaria salvelini
Pseudocapillaria salvelini is een rondwormensoort uit de familie van de Trichuridae. De wetenschappelijke naam van de soort is voor het eerst geldig gepubliceerd in 1952 door Polyansky.